# 約翰尼·托朱森
約翰尼·托朱森（英語：Johnnie Torjussen，1999年6月24日—），來自白金漢郡，英格蘭男子羽毛球運動員，就讀諾丁漢大學。

## 簡歷
約翰尼·托朱森曾參加2017年歐洲青年錦標賽及世界青年錦標賽。2020年，約翰尼·托朱森晉級斯洛伐克公開賽男子單打決賽，不敵捷克選手揚·勞達。2021年，他在英格蘭全國錦標賽奪得男子單打冠軍，並憑此入選英格蘭隊參加該年蘇迪曼盃、湯姆斯盃。2022年，入選湯姆斯盃英格蘭代表隊。
2023年3月，托朱森在葡萄牙國際賽男子單打決賽丹麥的Victor Ørding Kauffmann，奪得個人國際賽首冠。

## 主要比賽成績
只列出曾進入準決賽的國際賽事成績：
| 年份   | 賽事                     | 公開賽級別 | 項目     | 搭檔      | 成績   |
| ------ | ------------------------ | ---------- | -------- | --------- | ------ |
| 2017年 | 歐洲青年羽毛球錦標賽     | 其他       | 混合團體 | －        | 季軍   |
| 2018年 | 希臘羽毛球國際賽         | 未來系列賽 | 男子雙打 | 大衛·瓊斯 | 亞軍   |
| 2018年 | 保加利亞羽毛球公開賽     | 國際系列賽 | 男子雙打 | 大衛·瓊斯 | 準決賽 |
| 2020年 | 斯洛伐克羽毛球公開賽     | 未來系列賽 | 男子單打 | －        | 亞軍   |
| 2023年 | 欧洲羽毛球混合团体锦标赛 | 其他       | 混合團體 | －        | 季軍   |
| 2023年 | 葡萄牙羽毛球國際賽       | 國際系列賽 | 男子單打 | －        | 冠軍   |

| 2007-2017年 | 首要超級賽 | 超級賽 | 黃金大獎賽 | 大獎賽 | 國際挑戰賽 | 國際系列賽 | 未來系列賽 | 其他 |

| 2018-2026年 | 總決賽 | 超級1000賽 | 超級750賽 | 超級500賽 | 超級300賽 | 超級100賽 | 國際挑戰賽 | 國際系列賽 | 未來系列賽 | 其他 |

## 外部連結
- 約翰尼·托朱森在世界羽球聯盟的登錄資料
- 約翰尼·托朱森的X（前Twitter）
- 約翰尼·托朱森的Instagram帳戶